# Quattro Giorni di Dunkerque 1970
La Quattro Giorni di Dunkerque 1970, sedicesima edizione della corsa, si svolse dal 5 al 10 maggio su un percorso di 915 km ripartiti in 5 tappe (la quinta suddivisa in due semitappe) più un cronoprologo, con partenza e arrivo a Dunkerque. Fu vinta dal belga Willy Van Neste della Mann-Grundig davanti ai francesi Jean-Marie Leblanc e Henri Heintz.

## Tappe
| Tappa  | Data      | Percorso                                  | km   | Vincitore di tappa  | Leader cl. generale |
| ------ | --------- | ----------------------------------------- | ---- | ------------------- | ------------------- |
| Prol.  | 5 maggio  | Dunkerque > Dunkerque (cron. a squadre)   | 8,9  | Flandria-Mars       |                     |
| 1ª     | 6 maggio  | Dunkerque > Cambrai                       | 197  | Ronny Van De Vijver |                     |
| 2ª     | 7 maggio  | Cambrai > San Quintino                    | 192  | Willy Van Neste     | Willy Van Neste     |
| 3ª     | 8 maggio  | San Quintino > Valenciennes               | 190  | Barry Hoban         | Willy Van Neste     |
| 4ª     | 9 maggio  | Valenciennes > Dunkerque                  | 192  | Wim Schepers        | Willy Van Neste     |
| 5ª-1ª  | 10 maggio | Dunkerque > Dunkerque                     | 124  | Leen Poortvliet     | Willy Van Neste     |
| 5ª-2ª  | 10 maggio | Dunkerque > Dunkerque (cron. individuale) | 11,3 | Ferdinand Bracke    | Willy Van Neste     |
| Totale | Totale    | Totale                                    | 915  |                     |                     |

## Dettagli delle tappe

### Prologo
- 5 maggio: Dunkerque > Dunkerque (cron. a squadre) – 8,9 km

| Pos. | Squadra           | Tempo  |
| ---- | ----------------- | ------ |
| 1    | Flandria-Mars     | 10'32" |
| 2    | Caballero-Laurens | s.t.   |
| 3    | Sonolor-Lejeune   | a 4"   |

| Pos. | Corridore | Squadra | Tempo |
| ---- | --------- | ------- | ----- |

### 1ª tappa
- 6 maggio: Dunkerque > Cambrai – 197 km

| Pos. | Corridore           | Squadra       | Tempo    |
| ---- | ------------------- | ------------- | -------- |
| 1    | Ronny Van De Vijver | Flandria-Mars | 4h32'24" |
| 2    | Georges Pintens     | Mann-Grundig  | s.t.     |
| 3    | Gerard Vianen       | Caballero     | a 34"    |

| Pos. | Corridore | Squadra | Tempo |
| ---- | --------- | ------- | ----- |

### 2ª tappa
- 7 maggio: Cambrai > San Quintino – 192 km

| Pos. | Corridore          | Squadra      | Tempo    |
| ---- | ------------------ | ------------ | -------- |
| 1    | Willy Van Neste    | Mann-Grundig | 4h44'54" |
| 2    | Jean-Marie Leblanc | Bic          | a 2"     |
| 3    | José Catieau       | Sonolor      | a 44"    |

| Pos. | Corridore       | Squadra      | Tempo |
| ---- | --------------- | ------------ | ----- |
| 1    | Willy Van Neste | Mann-Grundig |       |

### 3ª tappa
- 8 maggio: San Quintino > Valenciennes – 190 km

| Pos. | Corridore       | Squadra   | Tempo    |
| ---- | --------------- | --------- | -------- |
| 1    | Barry Hoban     | Sonolor   | 4h44'31" |
| 2    | Cyrille Guimard | Fagor     | s.t.     |
| 3    | Arie den Hartog | Caballero | s.t.     |

| Pos. | Corridore       | Squadra      | Tempo |
| ---- | --------------- | ------------ | ----- |
| 1    | Willy Van Neste | Mann-Grundig |       |

### 4ª tappa
- 9 maggio: Valenciennes > Dunkerque – 192 km

| Pos. | Corridore                | Squadra   | Tempo    |
| ---- | ------------------------ | --------- | -------- |
| 1    | Wim Schepers             | Caballero | 4h42'53" |
| 2    | Gerard Vianen            | Caballero | a 30"    |
| 3    | Jean-Pierre Danguillaume | Peugeot   | s.t.     |

| Pos. | Corridore       | Squadra      | Tempo |
| ---- | --------------- | ------------ | ----- |
| 1    | Willy Van Neste | Mann-Grundig |       |

### 5ª tappa - 1ª semitappa
- 10 maggio: Dunkerque > Dunkerque – 124 km

| Pos. | Corridore       | Squadra      | Tempo    |
| ---- | --------------- | ------------ | -------- |
| 1    | Leen Poortvliet |              | 3h02'37" |
| 2    | Georges Pintens | Mann-Grundig | s.t.     |
| 3    | Mogens Frey     | Frimatic     | s.t.     |

| Pos. | Corridore       | Squadra      | Tempo |
| ---- | --------------- | ------------ | ----- |
| 1    | Willy Van Neste | Mann-Grundig |       |

### 5ª tappa - 2ª semitappa
- 10 maggio: Dunkerque > Dunkerque (cron. individuale) – 11,3 km

| Pos. | Corridore          | Squadra | Tempo  |
| ---- | ------------------ | ------- | ------ |
| 1    | Ferdinand Bracke   | Peugeot | 13'46" |
| 2    | Leif Mortensen     | Bic     | a 5"   |
| 3    | Jean-Marie Leblanc | Bic     | a 25"  |

| Pos. | Corridore          | Squadra      | Tempo     |
| ---- | ------------------ | ------------ | --------- |
| 1    | Willy Van Neste    | Mann-Grundig | 22h05'38" |
| 2    | Jean-Marie Leblanc | Bic          | a 7"      |
| 3    | Henri Heintz       | Sonolor      | a 1'39"   |

## Classifiche finali

### Classifica generale
| Pos. | Corridore           | Squadra                  | Tempo     |
| ---- | ------------------- | ------------------------ | --------- |
| 1    | Willy Van Neste     | Mann-Grundig             | 22h05'38" |
| 2    | Jean-Marie Leblanc  | Bic                      | a 7"      |
| 3    | Henri Heintz        | Sonolor-Lejeune          | a 1'39"   |
| 4    | Cyrille Guimard     | Fagor-Mercier-Hutchinson | a 2'47"   |
| 5    | Arie den Hartog     | Caballero-Laurens        | a 2'50"   |
| 6    | Alain Vasseur       | Bic                      | a 2'52"   |
| 7    | Barry Hoban         | Sonolor-Lejeune          | a 3'01"   |
| 8    | Englebert Opdebeeck | Geens-Watney             | a 3'18"   |
| 9    | Michel Périn        | Fagor-Mercier-Hutchinson | a 3'31"   |
| 10   | Leif Mortensen      | Bic                      | a 3'44"   |